# ريتا غالاغير
ريتا غالاغير (بالإنجليزية: Rita Gallagher)‏ (1922، ديترويت في الولايات المتحدة - 1 فبراير 2004، هيوستن في الولايات المتحدة)؛ روائية أمريكية.